# Flugplatz Fetlar

i7
i11
i13
Der Flugplatz Fetlar (IATA-Code: FEA) ist ein Flugplatz auf der Insel Fetlar in Shetland, im Norden von Schottland. Er befindet sich 1 km nordwestlich von der Ortschaft Houbie.  Der Flugplatz hat nur eine Start- und Landebahn, es gibt keine anderen Einrichtungen. Die Start- und Landebahn ist in der Mitte leicht überhöht.

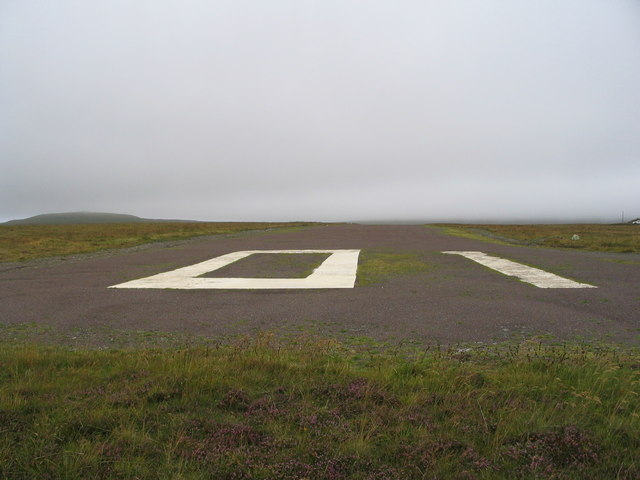
Südende der Start- und Landebahn

## Geschichte
Der Flugplatz wurde 1972 errichtet, um die Isolation der Shetlands zu durchbrechen. Früher gab es einen Linienflugdienst, der mit Britten-Norman Islanders zu den anderen abgelegenen Flugplätzen geflogen wurde. Es gab früher auch Flüge zum Tingwall Airport auf Shetlands Hauptinsel Mainland. Die Flüge wurden jedoch alle eingestellt und jetzt wird der Flugplatz nur noch für Notfälle und gelegentliche Charterflüge genutzt.